# Yasufumi Nishimura
Yasufumi Nishimura (西村 恭史 Nishimura Yasufumi?), född 4 november 1999 i Osaka prefektur, är en japansk fotbollsspelare.
Nishimura började sin karriär 2018 i Shimizu S-Pulse. 2019 blev han utlånad till Fagiano Okayama. 2021 blev han utlånad till Giravanz Kitakyushu.